# Opisthorchis viverrini
Opisthorchis viverrini – gatunek pasożytniczej przywry spotykanej u człowieka. O. viverrini oraz pokrewny gatunek Opisthorchis felineus wywołują chorobę określaną jako opistorchoza (ang. opisthorchiasis).

## Morfologia

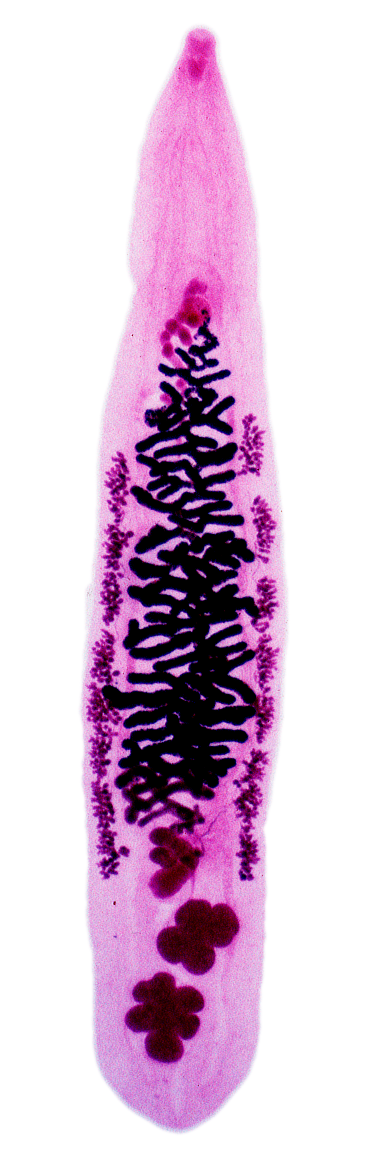
Opisthorchis viverrini

Przedstawiciele grupy Trematoda, do której zaliczamy opisywany gatunek, mają kanał Laurera, struktura znajdująca się po grzbietowej stronie ciała, połączona z ootypem. Od rodzaju jego zakończenia, zależy jaką funkcję pełni w organizmie przywry. Niedrożny koniec służy do magazynowania nadmiaru plemników oraz substancji produkowanych przez żółtniki, natomiast drożny do usuwania ich nadmiaru. Wokół ootypu znajduje się również gruczoł Mehlisa, produkujący związki usprawniające przesuwanie się jaj w układzie rozrodczym oraz upłynniający substancje produkowane przez żółtniki, dzięki czemu są one łatwiej przyłączane do komórek jajowych. Gatunek ten cechuje się umięśnioną gardzielą, z dwugałęzistym ślepo zakończonym jelitem. Otwór wydalniczy zlokalizowany jest w tylnej części ciała. Opisthorchis viverrini należy do organizmów hermafrodytycznych.

## Opistorchoza

### Objawy i przebieg
Objawy infestacji O. viverrini i O. felineus są podobne do objawów klonorchozy. Większość zarażeń jest asymptomatyczna. W łagodnych przypadkach choroba objawia się dyspepsją, bólem brzucha, biegunkami i zaparciami. Przy dłużej trwającej infestacji objawy mogą być bardziej nasilone: mogą być obecne hepatomegalia i niedożywienie. W rzadkich przypadkach rozwija się zapalenie dróg żółciowych, zapalenie pęcherzyka żółciowego i rak dróg żółciowych. Infekcje O. felineus mogą objawiać się w ostrej fazie podobnie jak gorączka Katayamy (schistosomatoza): wysoką temperaturą, obrzękiem twarzy, limfadenopatią, artralgiami, wysypką i eozynofilią.

### Epidemiologia
O. felineus jest przywrą rozpowszechnioną w Europie (poza Wyspami Brytyjskimi i Skandynawią), na Syberii oraz na Dalekim Wschodzie. Według WHO na świecie zarażonych jest ok. 2 mln ludzi. W Polsce opisano kilka przypadków zarażenia przywrą kocią.

### Rozpoznanie

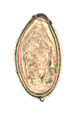
Jajo Opisthorchis viverrini z wieczkiem

Rozpoznanie stawiane jest na podstawie mikroskopowego potwierdzenia obecności jaj pasożytów w kale (badanie koproskopowe). Niezbędna jest diagnostyka różnicowa jaj Clonorchis sinensis i Opisthorchis, bardzo zbliżonych morfologią i niekiedy nierozróżnialnych.

### Leczenie
Lekiem z wyboru w leczeniu infestacji Opisthorchis viverrini jest prazykwantel w dawce 25 mg/kg masy ciała p.o. 3 x dziennie przez 1 dzień.

## Charakterystyka gatunku i cykl życiowy
Opisthorchis viverrini jest gatunkiem pasożytniczym. Jego dorosła postać ma wydłużone i spłaszczone grzbieto-brzusznie ciało, przyjmujące 8–12 mm długości. Cykl życiowy jest bardzo złożony i trwa ok. 20 lat.

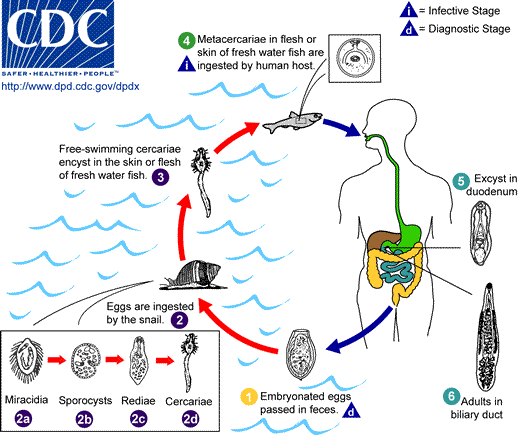
Cykl życiowy przywry Opisthorchis

Dojrzały płciowo osobnik uwalnia z kałem żywiciela w pełni rozwinięte bańkowate jaja (o wymiarach 27μm x 15μm) z wieczkiem i opatrzone w guziczek (ang. knob).
Po zjedzeniu jaja przez odpowiedniego ślimaka z rodzaju Bithynia (pierwszy żywiciel pośredni), zaczyna się ono przekształcać początkowo w orzęsione miracydium, następnie w sporocystę, redię i inwazyjną cerkarię.
Wydalona, zdolna do pływania cerkaria atakuje ciało słodkowodnej ryby z rodziny Cyprinidae (drugi żywiciel pośredni), gdzie w mięśniach otorbia się tworząc metacerkarie. Następnym etapem w życiu Opisthorchis viverrini jest znalezienie żywiciela ostatecznego, jakim jest ssak (tj. pies, kot, człowiek). Zarażenie następuje przez spożycie niedogotowanej ryby zawierającej metacerkarie. Zjedzona larwa dostaje się do dwunastnicy, gdzie poprzez brodawkę Vatera wędruje do dróg żółciowych, gdzie osiąga dojrzałość płciową. Nowe jaja składane są po ok. 3–4 tygodniach przez dorosłe osobniki zakotwiczone w błonie śluzowej dróg żółciowych lub trzustkowych.